# Газопереробні заводи родовища Пазенан
Газопереробні заводи родовища Пазенан — складові частини облаштування супергігантського газоконденсатонафтового родовища, розташованого в іранській провінції Хузестан.
У Пазенані залягають не лише великі обсяги нафти (станом на початок 2000-х первісні видобувні запаси оцінювались у 1,8 млрд барелів), але й ще більші запаси газового конденсату (2,5 млрд барелів), а також від 0,85 до 1,4 трлн м3 газу. Враховуючи потужний газовий складник, розробка Пазенану почалась у 1974-му з метою закачування газу до розташованого далі на схід супергігантського нафтового родовища Гечсаран. Другим подібним проєктом стало закачування газу для підтримки пластового тиску на супергігантському нафтовому родовищі Марун (на північний захід від Пазенану).
Із газоконденсатного покладу Пазенану отримували велику кількість газового конденсату та зріджених вуглеводневих газів (типова продукція свердловини цього родовища містить 5 % фракції С5+, 4,7 % пропан-бутанової фракції та 5,8 % етану). Для монетизації цього ресурсу в 1978-му ввели в дію два газопереробні заводи NGL-900 та NGL-1000, розташовані за чотири десятки кілометрів один від одного (за своєю формою Пазенан має ширину лише 4—6 км, зате витягнуте на 60 км). Кожен з них міг приймати по 42 млн м3 газу та 45 тисяч барелів рідких вуглеводнів на добу. Отриманий після вилучення значної частини гомологів метану «легкий» газ спрямовували на зворотнє закачування, при цьому NGL-900 працював у інтересах Гечсарану, а NGL-1000 — для потреб Маруну.
Станом на середину 2010-х газ із NGL-900 використовують також для закачування в родовище Бібі-Хакіме, а з NGL-1000 — для підтримання тиску на самому Пазенані (в 2014-му сюди зворотно закачували близько 5 млн м3 на добу при максимально можливому показнику в 21 млн м3), а також родовищі Рамшир (в 2014-м обсяги закачки становили тільки 0,13 млн м3 на добу за проєктного показника до 1,7 млн м3).
Споживачем продукованого заводами NGL-900 та NGL-1000 газового бензину (фракція С5+) в об'ємі до 44 тис. барелів на добу є розташоване в економічній зоні Бендер-Імам поблизу Бендер-Махшахру виробництво ароматичних вуглеводнів компанії Bou Ali Sina Petrochemical. Також у Бендер-Махшахрі розташований фракціонатор, який здійснює розділення суміші зріджених вуглеводневих газів фракції С3+.
Що стосується «легкого» газу заводів NGL-900 і NGL-1000, то за наявними планами він повинен використовуватись не лише для підтримки пластового тиску, але й для живлення газопереробного заводу Бід-Боланд 2. Спорудження останнього просувалось із затримками, проте наразі є підстави очікувати його введення в експлуатацію у 2020 році.